# Larté
Le ruisseau de Larté est un cours d'eau qui traverse les départements des Hautes-Pyrénées et du Gers et un affluent gauche de l'Arros dans le bassin versant de l'Adour.

## Géographie
D'une longueur de 17 kilomètres, il prend sa source sur la commune de Sauveterre (Hautes-Pyrénées), à l'altitude 160 mètres sous le nom de Lascors.
Il coule du sud-est vers le nord-ouest et se jette dans l'Arros à Plaisance (Gers), à l'altitude 130 mètres.

### Communes et départements traversés
Le ruisseau de Larté traverse neuf communes et trois cantons, dans le sens amont vers aval : Sauveterre (source - Hautes-Pyrénées), Saint-Justin (Gers), Auriébat (Hautes-Pyrénées), Marciac (Gers), Armentieux (Gers), Ladevèze-Rivière (Gers), Beaumarchés (Gers), Saint-Aunix-Lengros (Gers) et Plaisance (Gers).
Soit en termes de cantons, le ruisseau de Larté prend source dans le canton de Maubourguet, arrose le canton de Marciac et conflue dans le canton de Plaisance.

## Affluents
Le ruisseau de Larté a deux affluents référencés :
- (G) Ruisseau de la Côte (rg),6 km ;
- (G) Ruisseau de Lanti (rg), 5,7 km;

(D) rive droite ; (G) rive gauche.